# John Daly (athlétisme)
Pour les articles homonymes, voir John Daly.
John Joseph Daly (né le 22 février 1880 à Galway et décédé le 11 mars 1969 à New York) est un athlète irlandais qui concourut sous la nationalité britannique spécialiste du fond. Son club était la Gaelic Athletic Association.

## Biographie

### Palmarès
| Date | Compétition           | Lieu        | Résultat | Épreuve         | Performance  |
| ---- | --------------------- | ----------- | -------- | --------------- | ------------ |
| 1904 | Jeux olympiques d'été | Saint-Louis | 2e       | 2 590 m steeple | 8 min 01 s 6 |

### Records
| Épreuve | Performance   | Lieu | Date |
| ------- | ------------- | ---- | ---- |
| 3 miles | 14 min 45 s 0 |      | 1907 |